# Paris forrestii
Paris forrestii är en nysrotsväxtart som först beskrevs av Armen Tachtadzjan, och fick sitt nu gällande namn av Hen Li. Paris forrestii ingår i släktet ormbärssläktet, och familjen nysrotsväxter. Inga underarter finns listade.